# Касимцев, Юрий Петрович
Юрий Петрович Касимцев (1926—2005) — советский работник промышленности, старший плавильщик Березниковского титано-магниевого комбината  Пермской области, Герой Социалистического Труда (1971).

## Биография
Родился 24 сентября 1926 года в городе Актюбинске Казахской ССР, ныне Актобе Республики Казахстан, в семье рабочего.
В 1940 году окончил семь классов школы и начал трудиться электриком в шахте, затем — токарем на заводе в городе Прокопьевске Кемеровской области. В ноябре 1943 года Касимцев был призван в ряды Красной армии, став участником Великой Отечественной войны. Воевал на 1-м и 4-м Украинских фронтах автоматчиком в составе 10-й гвардейской механизированной бригады в звании сержанта. Был ранен, после окончания войны продолжил службу в Вооружённых силах СССР, окончив военное училище. В 1953 году Юрий Касимцев был принят в члены КПСС. В запас уволился в 1955 году в звании лейтенанта.
В том же году приехал в город Березники Пермской области (ныне — Пермский край), где работал в ремонтно-механическом цехе магниевого завода мастером, после чего стал сталеваром. В 1960 году одним из первых освоил профессию плавильщика титана. С 1962 года работал в цехе плавки, участвовал в запуске всех печей. В этом цехе Касимцев работал до выхода на пенсию в 1983 году. Многое делал для развития производства, был автором рационализаторских предложений. В качестве наставника, воспитал не одно поколение заводских плавильщиков. Ветеран труда Березниковского титано-магниевого комбината. Избирался секретарем парткома цеха, был членом городского комитета партии.
Находясь на пенсии, жил в Березниках, вел воспитательную работу в учебных заведениях и воинских частях.
Умер Ю. П. Касимцев 21 ноября 2005 года, был похоронен на Старом кладбище города Березники.
В Архивном отделе города Березники находятся материалы, относящиеся к Юрию Петровичу Касимцеву.

## Награды
- Указом Президиума Верховного Совета СССР от 30 марта 1971 года За выдающиеся успехи, достигнутые в развитии цветной металлургии Касимцеву Юрию Петровичу было присвоено звание Героя Социалистического Труда с вручением ордена Ленина и золотой медали «Серп и Молот».[3]
- Также был награждён орденами Красной Звезды (25.06.1945), Трудового Красного Знамени (27.11.1965), Отечественной войны 2-й степени (11.03.1985) и  медалями, в числе которых «За отвагу» (1945) и  «За победу над Германией в Великой Отечественной войне 1941—1945 гг.» (1945).
- Заслуженный металлург РСФСР (1977).